# 楊瑞符
楊瑞符（1902年—1940年2月3日），字節卿。河北省靜海縣唐官屯東翟莊人。「四行倉庫保衛戰」的指揮者之一。

## 生平[2][3]
國民革命軍第八十八師五百二十四團營長，後晉升為團長（陸軍第六師第17團團長），後贈陸軍少將軍階。是四行倉庫保衛戰的指揮者之一。獲頒青天白日勛章一座。

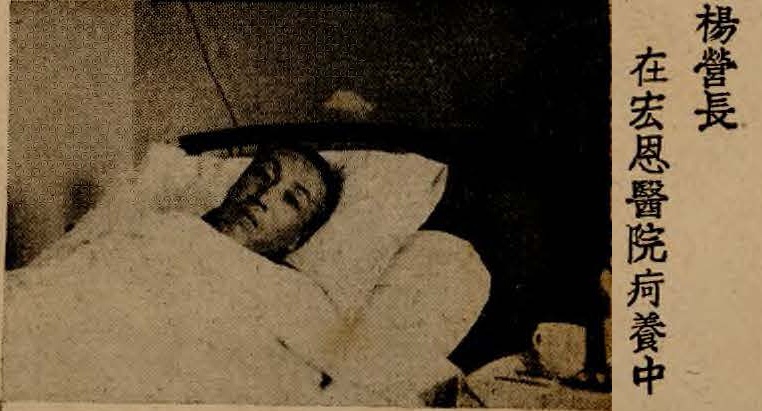
楊瑞符在宏恩醫院疴養中

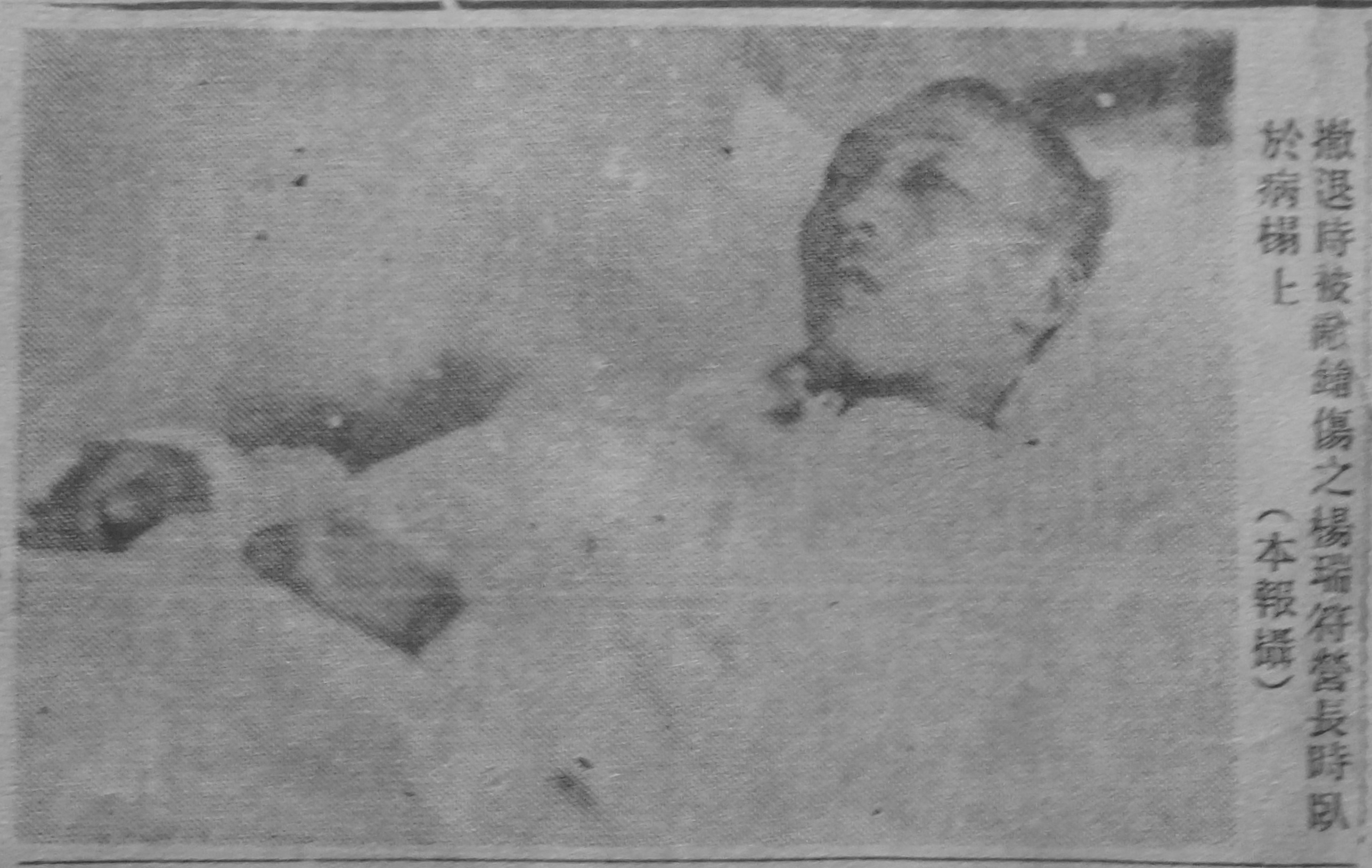
撤退時被敵鎗傷之楊瑞符營長時臥於病榻上

1939年5月，楊瑞符帶著他的妻兒及負傷的內弟來到大後方於居住在合川縣銅梁山的二仙觀內養傷。在養傷期間，楊瑞符將軍將孤軍奮戰四行的詳細經過寫成《孤軍奮鬥四日記》，發表在1939年6月12日-17日合川《大聲報》副刊上。1940年，日軍飛機不斷轟炸重慶及周達八縣。為躲避日機轟炸，當時的合川電報局決定由合川城內遷移到城外銅梁山中的二仙觀內，於是強行要求楊瑞符將軍搬出，楊倍感淒涼，傷病復發。送重慶搶救無效，於2月3日下午七時半病故於歌樂山重慶寬仁醫院，終年38歲，遺孀史幼廷當時二十三歲，八月前在渝得一子，父母時尚健在，留居故鄉有弟三人，均服役前線。蔣介石電唁家屬并贈賻儀一千元。

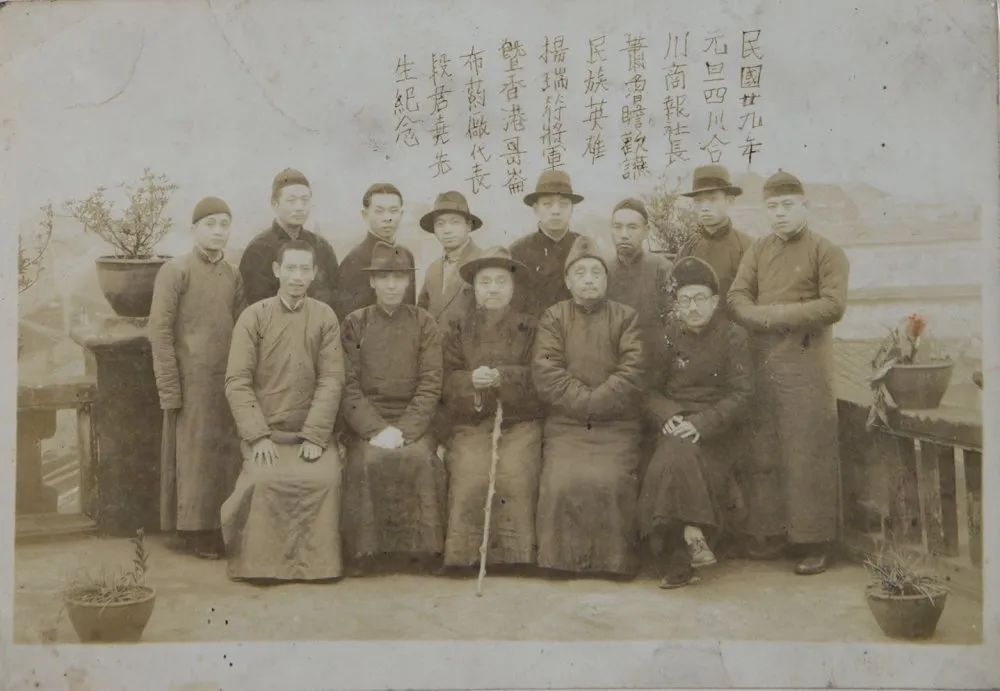
民國廿九年元旦四川合川商報社長蕭魯瞻歡讌民族英雄楊瑞符將軍曁香港哥崙布藥廠代表段君堯先生紀念

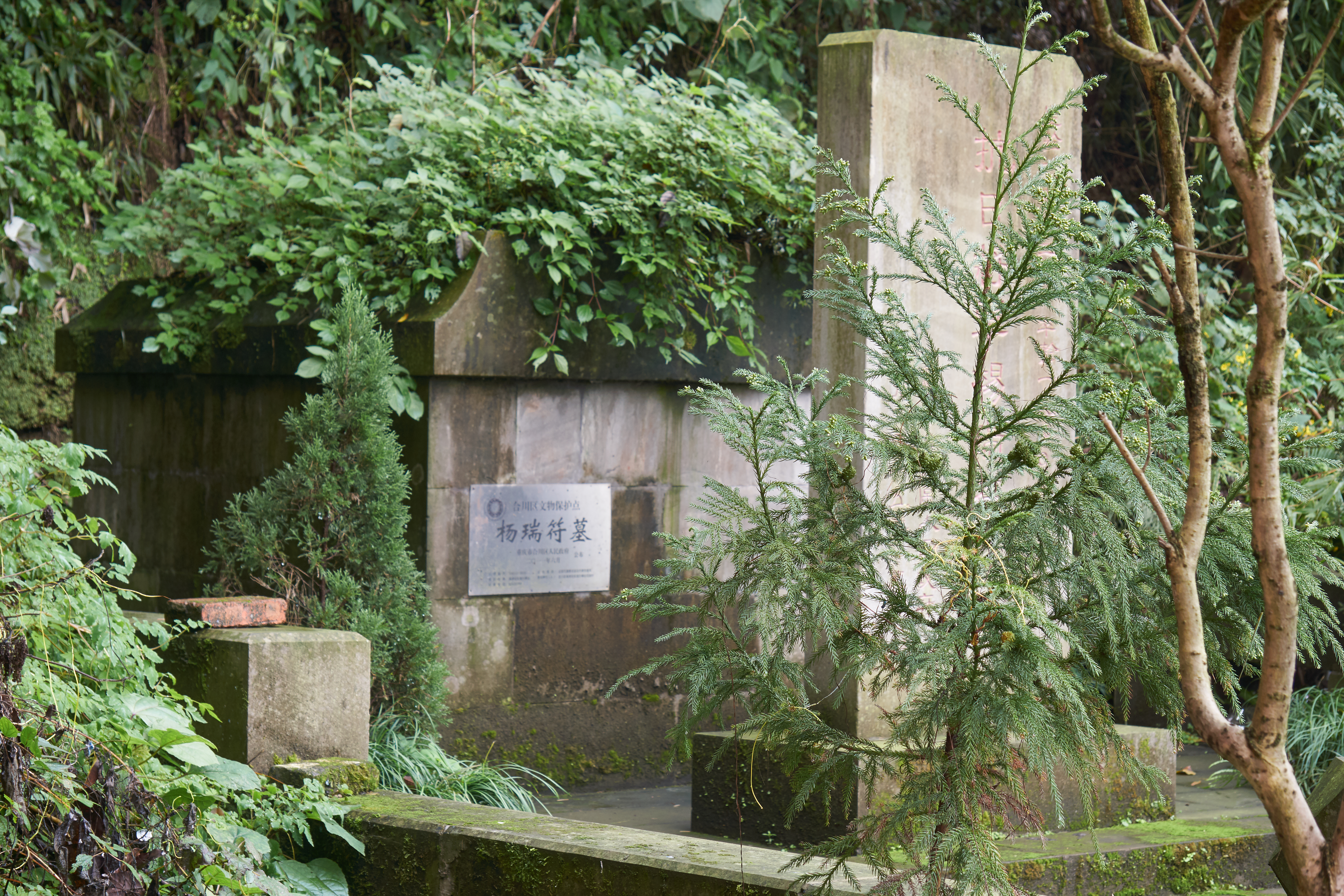
二仙觀楊瑞符墓

遵其遺囑，移葬合川縣銅梁洞二仙觀左側，二仙觀道長感其抗日功勳，將自己多年積蓄捐出，購置楠木棺材一副，埋葬忠骨，初系一土堆墓，1945年重建，使之石碑高塚，耗法幣七十八萬九千元。縣人胡南先、歐陽伯森等人又發起募捐，為楊將軍修了紀念塔，塔上刻有孤軍抗日的碑文。墓前還立有石碑一塊，上刻:「抗日將軍楊瑞符之墓」。1950年代末，紀念塔被推倒，墓地被毀，附近百姓將遺骸就地掩埋。

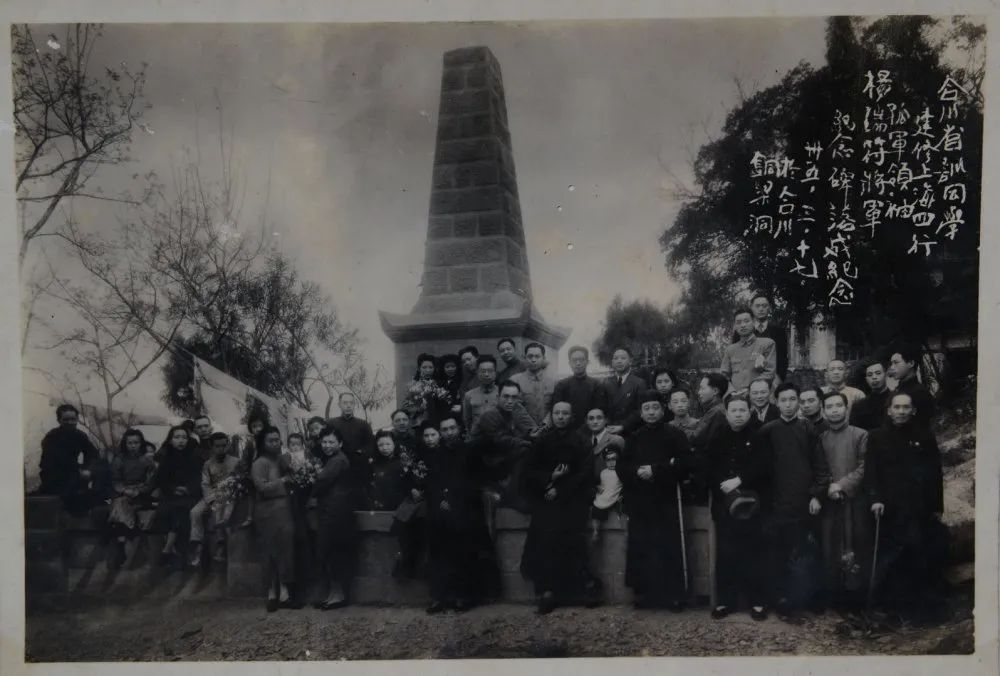
合川省訓同學建修上海四行孤軍領袖楊瑞符將軍紀念碑落成紀念（卅五·三·十七）於合川銅梁洞